# Väster-Lapptjärnen
Väster-Lapptjärnen är en sjö i Strömsunds kommun i Ångermanland och ingår i Ångermanälvens huvudavrinningsområde.